# Universitätsbibliothek Salzburg
Die Universitätsbibliothek Salzburg (auch:  UB Salzburg; früher: Salzburger Studienbibliothek) ist die Gesamtheit aller Einzelbibliotheken der Universität Salzburg. Die 1652 gegründete Bibliothek umfasst heute eine Hauptbibliothek und eine Reihe von größeren und kleineren Teilbibliotheken der einzelnen wissenschaftlichen Fachbereiche. Die Benutzung ist nicht nur wissenschaftlich arbeitenden Personen gestattet, sondern steht der gesamten Bevölkerung offen.

## Geschichte
Fürsterzbischof Markus Sittikus von Hohenems (1574–1619) gründete im Verein mit dem Domkapitel und dem Kloster Sankt Peter am 20. September 1617 in Salzburg eine höhere Lehranstalt mit dem Vorsatz der Erweiterung zu einer Universität. Das Domkapitel widmete in einer Urkunde vom 31. Oktober 1619 dieser Schule zu Bestellung einer Bibliotheca anjetzo zu einem Anfang 500 Gulden bar. Als Nachfolger von Markus Sittikus von Hohenems stellte Fürsterzbischof Paris von Lodron (1586–1653) am 1. September 1623 (auf Basis der kaiserlichen Genehmigung vom 9. März 1620) die Stiftungsurkunde der Universität aus. Aufgrund dieser historischen Zusammenhänge erachtet heute die Leitung der Universitätsbibliothek Salzburg den bibliotheksbezogenen Stiftungsakt des Jahres 1619 als Geburtsstunde ihres Instituts.
1652 wurde die Universitätsbibliothek Salzburg vom vierten Rektor der Universität (Alma Mater Sancti Caroli Salisburgensis), Benediktinerpater Alphons Stadelmayr (1610–1683)  aus der Abtei Weingarten, unter Fürsterzbischof Paris von Lodron im eigentlichen Sinne gegründet, da Stadelmayr den Büchern eine würdige und dauernde Stätte schuf.  Bereits 1649 war von Christoph Besold dessen 3.820 Bände umfassende Büchersammlung angekauft worden, in der sich auch viele Bücher des Tübinger Kanzlers Osiander befanden. Abt Albert von Stift St. Peter, Abt Urban vom Kloster Admont und Hofkanzler Johann Christoph Mezger (1594–1658)  vermehrten den Bücherbestand. 1768 kam das Kuchard-Scheckische Vermächtnis dazu. Danach bestand die Bücherei bereits aus mehr als 12.000 Bänden.

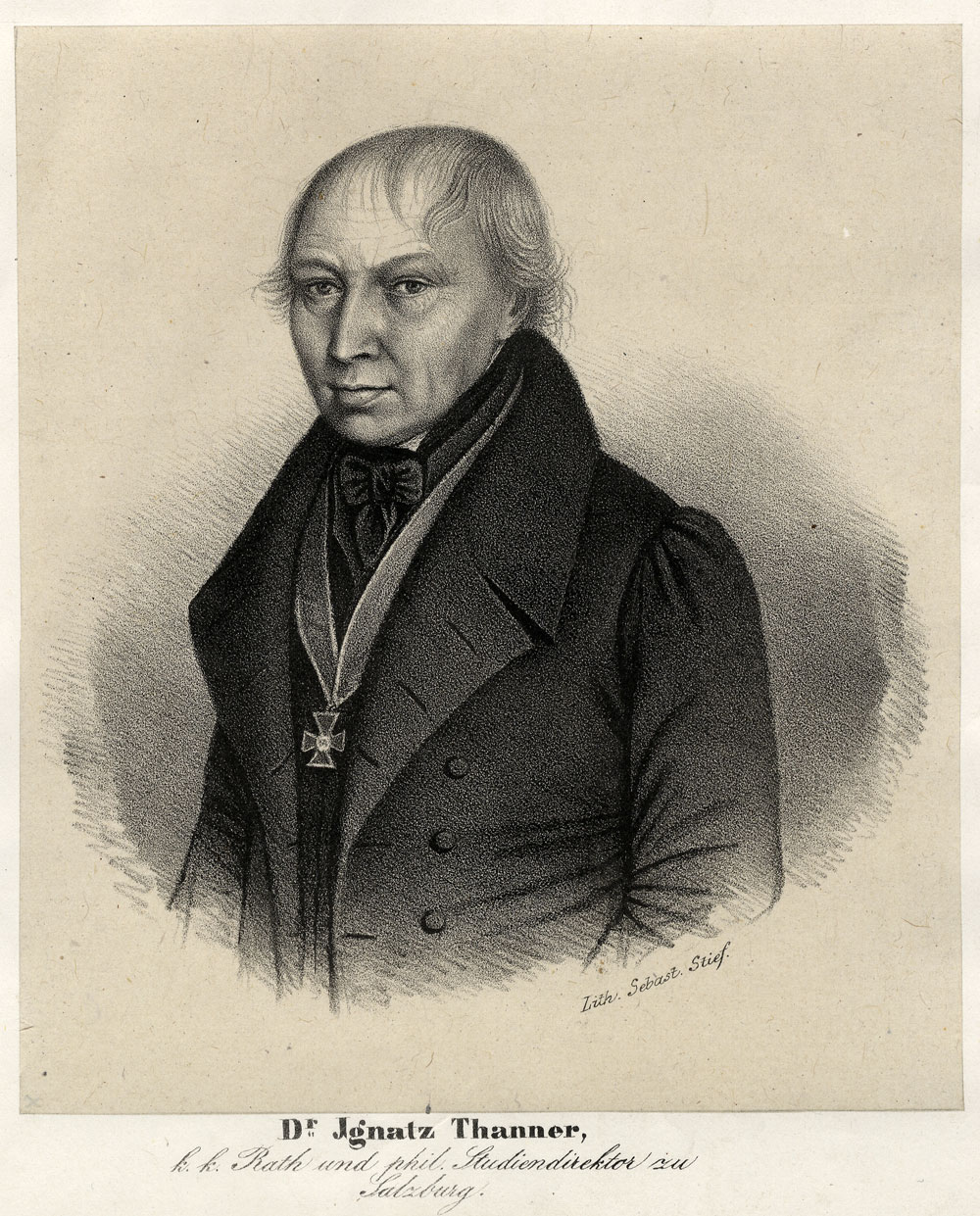
Franz Ignaz Thanner um 1850

Mit der Franzosenzeit am Beginn des 19. Jahrhunderts trat eine bedeutsame Wendung in der Geschichte der Universität ein. Die Säkularisation des Erzstifts durch Kaiser Franz I. von Österreich hatte die Überweisung des größten Teiles der erzbischöflichen Hofbibliothek  an die Universität zur Folge. Auch die Berchtesgadner wie die Kajetaner-Bibliothek wurden (1807 bis 1809) der Hochschule überantwortet, später hinzu kam noch die der Bischöfe des Bistums Chiemsee, die in Salzburg residiert hatten. In dem Wirbel des raschen Wechsels der Herrschaft (Franzosen, Bayern, Österreicher) wurden aus diesen Sammlungen Schätze nach Paris, München und Wien entführt. Denn Salzburg war nach der Entthronung seiner Fürsten der Willkür der Nachbarmächte preisgegeben, und niemand war da, der die Verschleppung hätte verhindern können. So gingen die schönsten Miniatur-Codices des Renaissancefürsten Bernhard von Rohr, dann das Hauptwerk von Tycho Brahe mit dessen eigenhändiger Widmung an den Erzbischof Wolf Dietrich sowie mehrere Handschriften des frühen Mittelalters für Salzburg verloren. Die neue erweiterte Universitätsbibliothek führte nach der 1810 von den Bayern befohlenen Auflösung der Universität und deren Ersatz durch ein Lyceum den Namen Lyzealbibliothek.  Unter Franz Ignaz Thanner (1770–1856)  erfuhr die Bibliothek einen wesentlichen Aufschwung. Thanner wurde 1821 als Bibliothekar fix angestellt und versah sein Amt bis 1849.
Ab 1826 trug die Institution den Namen Salzburger Studien-Bibliothek.
Mit der 1962 erfolgten Wiedererrichtung der Universität Salzburg wurde die Studienbibliothek in den Rang einer Universitätsbibliothek erhoben: In den Siebziger- und frühen Achtzigerjahren folgten groß angelegte Um- und Ausbauten, unter anderem die Anlage eines Tiefspeichers im Hof des alten Universitätsgebäudes. 

## Bestand
Der Bestand der Universitätsbibliothek Salzburg beläuft sich heute auf rund eine Million Einzelexemplare. Es werden als Sondersammlung über 1100 Handschriften verwahrt, davon etwa 375 mittelalterliche Bücher aus dem Zeitraum 8. bis spätes 16. Jahrhundert.
Im Jahr 2010 wurde die Umstellung der Katalogisierung der Altbestände von Karteikarten auf digitale Erfassung abgeschlossen. Seither ist der gesamte Bestand im Online-Katalog der Bibliothek abrufbar.

## Standorte
Die Bibliothek hat ihren Hauptstandort in der Salzburger Altstadt gegenüber dem Festspielhaus. Neben der Hauptbibliothek existieren noch über 20 weitere Bibliotheken der einzelnen Fakultäten bzw. Fachbereiche an unterschiedlichen Standorten. Die größten Bibliotheksstandorte mit dem Buchbestand aus mehreren Fachbereichen sind
- Teilbibliothek Rudolfskai (ehemals Fachbibliothek für Gesellschaftswissenschaften – Schwerpunkte: Geschichte, Politikwissenschaft, Soziologie, Kommunikationswissenschaft)
- Teilbibliothek Unipark (Schwerpunkte: Germanistik, Anglistik, Romanistik, Slawistik, Linguistik, Erziehungswissenschaft, Kunst-, Musik- und Tanzwissenschaft)
- Teilbibliothek Freisaal (ehemals Fakultätsbibliothek für Naturwissenschaften – Schwerpunkte: Psychologie, Biologie, Geografie, Geologie, Physik, Mathematik)
- Teilbibliothek Toskanatrakt (ehemals Fakultätsbibliothek für Rechtswissenschaften – Schwerpunkte: Öffentliches Recht, Privatrecht, Arbeits-, Wirtschafts- und Europarecht)

## Entlehnung

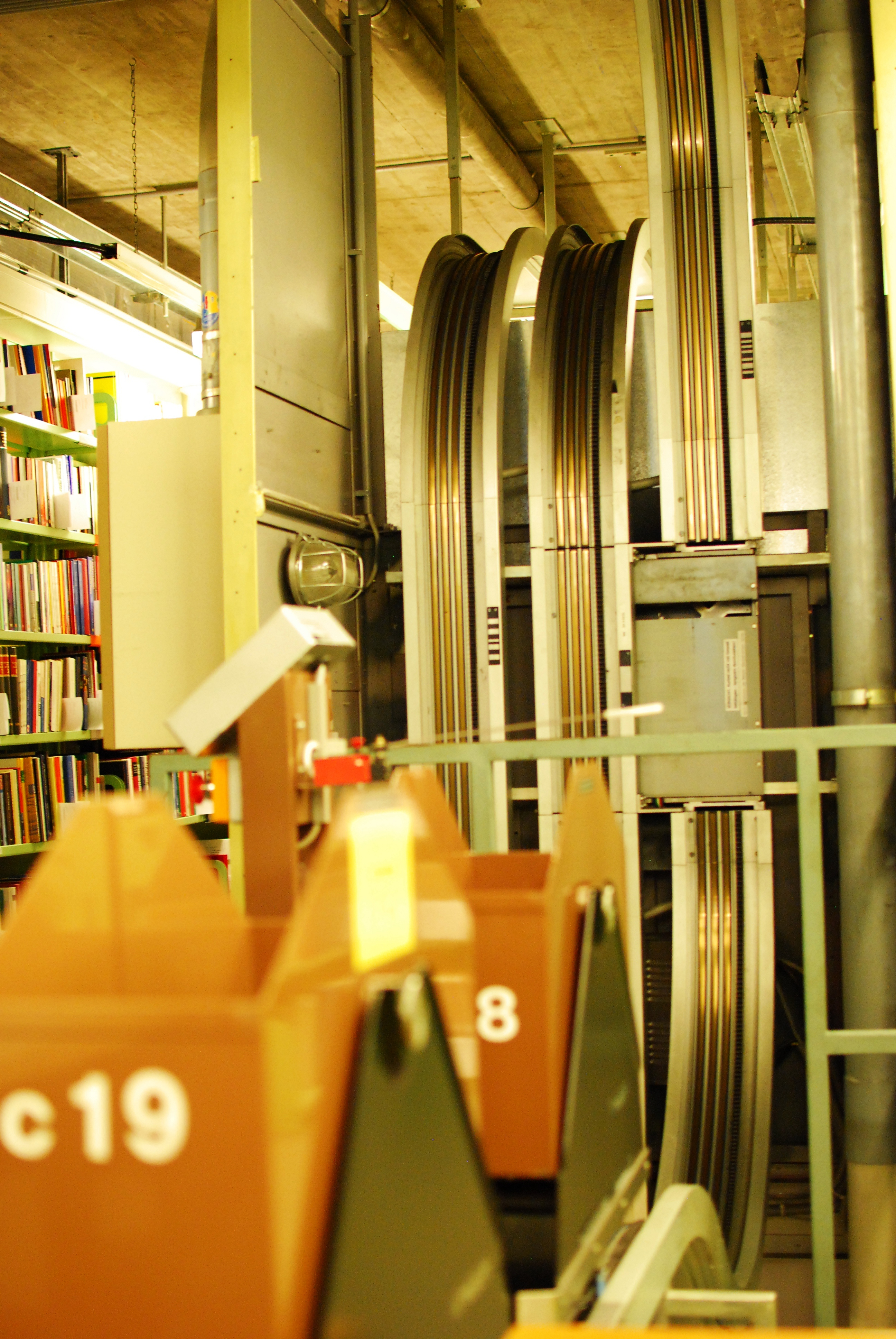
Buchtransportanlage Typ Telelift im Tiefspeicher der Bibliothek

Sämtliche Bibliotheken der UB Salzburg werden in erster Linie von Personen mit wissenschaftlichem Tätigkeitsbereich genutzt, stehen jedoch grundsätzlich der gesamten Bevölkerung kostenlos zur Verfügung. Entlehnungen aus der Hauptbibliothek können – da es sich bei dieser um keine Freihandbibliothek handelt – nur mittels Bestellung im Online-Katalog (Wartezeit ca. 1 Stunde) vorgenommen werden. Die übrigen Teilbibliotheken haben in der Regel Freihandaufstellung.
Die Entlehnfristen sind unterschiedlich und richten sich zum einen nach den Regelungen der jeweiligen Teilbibliothek und zum anderen nach dem sogenannten Benutzerstatus (Wissenschaftliches Personal, Studierender, Allgemeiner Benutzer u. a.). Nutzer der Universitätsbibliothek Salzburg unterliegen der sich auf die Universitätsbibliotheksverordnung (UBV) stützenden Benützungsordnung.
Neben der Salzburger Universitätsbibliothek besitzt auch die Universität Mozarteum eine eigene Bibliothek unter anderem mit umfangreichem Notenmaterial. Der Bestand der UB Mozarteum ist seit 2022 in einem eigenen Online-Katalog verfügbar.
Der Katalog der UB Salzburg ist auch in den Gesamtkatalog des Österreichischen Bibliothekenverbunds integriert.